# Maryville (Tennessee)
Pour les articles homonymes, voir Maryville.
Maryville est une ville des États-Unis, siège du comté de Blount, dans l’État du Tennessee. Lors du recensement de 2020, sa population s’élevait à 31 907 habitants.

## Personnalités liées à la ville
Lamar Alexander est né à Maryville en 1940.

## Source
- (en) Cet article est partiellement ou en totalité issu de l’article de Wikipédia en anglais intitulé « Maryville, Tennessee » (voir la liste des auteurs).